# 우치아게하나비
타상화화(일본어: 打上花火 우치아게하나비[*], 번안명 '불꽃놀이' 또는 '쏘아올린 불꽃')는 일본의 가수 DAOKO가 요네즈 켄시와 DAOKO×米津玄師라는 명의로 합작하여 2017년 8월 16일 첫 발표한 앨범 Thank You Blue의 타이틀곡이다. 2017년에 개봉된 신보 아키유키의 애니메이션 영화 쏘아올린 불꽃, 밑에서 볼까? 옆에서 볼까?의 삽입곡이다.
이 곡은 여러 음악 비평가들에게 긍정적인 평가를 받았다. 또한 재팬 핫 100 종합 싱글 차트 및 재팬 핫 애니메이션 차트에서 1위를 차지했다. 특히 빌보드 애니메이션 차트에서는 연속 1위 신기록을 세웠으며 2017, 2018년 2년 연속 연간 차트 1위를 달성하였다. 또한 일본레코드협회의 재팬 골든 디스크 인증을 수여받았다.

## 배경과 발매
한정 발매였던 4개월 전의 "拝啓グッバイさようなら" 앨범, CD 음원으로 한정할 경우 1년 전의 "もしも僕らがGAMEの主役で/ダイスキ with TeddyLoid/BANG!" 이후 발매된 DAOKO의 싱글이다. 초회판과 통상판의 2개 음원으로 발매되었으며 초회판은 자켓이 일러스트 형태이며 2016년 9월 22일 아카사카 BLITZ에서 있었던 "DAOKO 2016 ”青色主義” TOUR" 공연 라이브 영상이 수록된 DVD가 첨부되었다. 통상판은 초회판의 추가 공연 DVD가 없는 대신 초회판에는 수록되지 않은 B사이드 음반인 "Cinderella step"가 수록되었다.
인터넷으로 뮤직 비디오도 공개되었는데, 애니메이션 영화의 오리지널 신을 다수 인용한 풀사이즈 애니메이션판과 여름 풍경 아래 DAOKO가 있는 실사판인 숏버전 2개가 존재한다. 숏버전은 2017년 8월 16일 사에키 유이치로가 감독으로 촬영한 버전으로 발표되었다.

## 반응
"타상화화"는 여러 비평가로부터 긍정적인 반응을 받았다. 음반 전문 포털 사이트인 "Skream!"의 스사 미유는 "애절한 피아노 선율과 숨결이 돋보이는 깨끗한 소곤거리는 목소리가 여름밤에 피는 불꽃놀이의 아름답고 덧없는 모습을 잘 표현하였다"라고 말했다. 종합 문화 사이트인 "Real Sound"의 모리토 모유키는 "이 곡은 DAOKO의 틀림없는 큰 전환점이 될 것이다"라고 말했으며, 2016년의 대표곡이라 할 수 있는 전전전세(前前前世)에 이어 2017년의 대표곡이 될 것이라고 말했다. "ROKIN'ON JAPAN"의 웹 사이트인 RO69의 효고 신지도 "전전전세에 이은 또 다른 명곡"이라고 말했다.

## 주요 차트와 기록
빌보드 차트 재팬 핫 100 종합 싱글 차트에서는 2017년 8월 21일에 3위로 처음 등장하였다. 8월 28일에는 전 주에 이어 다운로드, 스트리밍, 동영상 재생에서 1위, 라디오 2위, 싱글 판매 11위로 호시노 켄의 "Family Song"에 이어 종합 2위로 올라섰으며, 당시 재생 수 1위였던 트와이스의 앨범 TWICEcoaster : LANE 1의 타이틀곡인 TT를 누르고 재생수도 큰 폭으로 올라섰다. 9월 4일에는 전주에 이어 종합 부분 1위를 차지하는 데 성공하였다. 이렇게 10월 2일에 다시 종합 부문 1위를 차지하는 등 핫 100 차트를 통산 2주간 수성하였다.
빌보드 차트의 애니메이션 음악 차트인 빌보드 차트 재팬 핫 애니메이션에서는 2017년 8월 21일 첫 등장 이후 트위터와 다운로드 2개 지표를 통해 곧바로 1위를 차지하였다. 이후 핫 애니메이션에서 10월 8일까지 8주 연속 선두를 기록하면서 2016년 그동안 최장 기간 연속 1위 기록을 지키고 있던 RADWIMPS의 음악 전전전세의 타이틀을 빼앗았다. 이후 10월 29일까지 11주 연속 1위 기록을 유지하면서 2018년 Aqours의 미래의 우리는 알고 있어가 12주 연속 1위 기록을 탈환하기 전까지 최장 기간 선두 기록을 유지하고 있었다.
일본 오리콘 차트에서도 2017년 8월 28일 발매 직후 최고 순위인 9위로 등장하였다.

## 기타 수록 및 공연
2018년 12월 31일 열린 제69회 NHK 홍백가합전의 1부에서 홍조로 출연, 공연하였다. 또한 리듬 게임인 유비트 festo 시리즈와 노스텔지어 Op.2 시리즈에 플레이 가능한 수록곡으로 수록되었다.

## 수록곡
1. 打上花火/DAOKO×米津玄師 (4:49)
2. Forever Friends (4:08)
1993년의 원작 드라마인 쏘아올린 불꽃, 밑에서 볼까? 옆에서 볼까?에서 나온 주제가의 커버곡이다. 2017년 동명의 영화에서도 삽입곡으로 수록되었다.[24]
3. Cinderella step (4:02)